# Full moon wo sagashite
Full moon wo sagashite és una obra manga shojo d'Arina Tanemura, en concret la segona, publicada després de Kamikaze kaito jeanne.

## Argument
En ella ens explica la història de Mitsuki, una nena de 12 anys que té càncer de gola, però això no li impedeix tenir una afició... que és cantar. I és que per a ella és el més important, després clar, de la promesa que va fer de petita a un noi, que es deia Eichi, del que estava enamorada, es van prometre que realitzarien el seu somni, el noi ser astronauta i ella, doncs, ser cantant.
Ella és òrfena, ja que els seus pares van morir en un accident de trànsit. I va viure durant molts anys en un orfenat, que és on va conèixer aquest noi.
Però Mitsuki té un petit problema i és que viu amb la seva àvia que odia la música i està obstinada que la Mitsuki ha d'operar-se de les cordes vocals per curar-se, però aquesta operació li sortirà molt cara a la petita Mitsuki i és que aquesta operació li estriparia les cordes vocals i no podria tornar a cantar! Per això no ho vol, ja que no podra parlar i tampoc no podrà cantar. Un dia, quan Mitsuki entra en la seva habitació, veu quelcom inimaginable, un noi i una noia entrant... a través de la seva paret! Ella molt confosa els pregunta què són i ells, més sorpresos, li pregunten si ella pot veure'ls, en afirmar-ho ells li expliquen que són shinigamis, és a dir, dimonis de la mort, es diuen Takuto i Meroko, i que ella pugui veure'ls significa que li queda menys d'un any de vida.
Mitsuki desesperada els demana que l'ajudin a complir el seu somni, Takuto commogut li lliura una mica de la seva sang perquè ella es pugui transformar... en una noia de 16 anys! Amb aquest cos ella podrà participar en un concurs per a gravar un LP, però tots sabem que a Mitsuki li queda menys d'un any...
Al cap d'un temps, ella descobreix que en Takuto, pertanyia al mateix grup de música que el seu pare i el seu metge. Takuto, s'assabenta de tot, i se'n recorda de quasi tot el seu passat. Cosa que és molt dolenta per un shinigami principiant, ja que pot desaparèixer.
Ella debuta com una gran estrella del Japó, però no li és gens fàcil, perquè ha de competir amb molts cantants. Però al final se'n surt de totes, i triomfa.